# Брумфилд, Марла
Марла Таниша Брумфилд (англ. Marla Tanishe Brumfield; родилась 6 июня 1978 года, Орора, штат Иллинойс, США) — американская профессиональная баскетболистка, выступавшая в женской национальной баскетбольной ассоциации. Она была выбрана на драфте ВНБА 2000 года во втором раунде под общим 22-м номером клубом «Миннесота Линкс». Играла на позиции разыгрывающего защитника. Сразу по окончании университета перешла в тренерский штаб родной команды NCAA «Райс Аулс». После окончания игровой карьеры работала ассистентом главного тренера студенческой команды «Клемсон Тайгерс».

## Ранние годы
Марла Брумфилд родилась 6 июня 1978 года в городе Орора (штат Иллинойс). В детстве её семья переехала в город Хьюстон (штат Техас), там она училась в средней школе Алиф Элсик, в которой выступала за местную баскетбольную команду.